# Eboraphyllus middletoni
Eboraphyllus middletoni là một loài bọ cánh cứng trong họ Cerambycidae.